# Trùng Khánh, Cao Bằng
Trùng Khánh là xã thuộc tỉnh Cao Bằng, Việt Nam.

## Địa lý
Thị trấn Trùng Khánh nằm ở trung tâm huyện Trùng Khánh, cách trung tâm thành phố Cao Bằng 58 km và có vị trí địa lý:
- Phía đông giáp xã Phong Châu
- Phía tây giáp xã Lăng Hiếu
- Phía nam giáp xã Cao Thăng và xã Đức Hồng
- Phía bắc giáp xã Khâm Thành.

Thị trấn Trùng Khánh có diện tích 13,81 km², dân số năm 2019 là 6.843 người, mật độ dân số đạt 496 người/km².
Thị trấn Trùng Khánh nằm tại nơi giao nhau của hai tuyến tỉnh lộ 206 và 211, có núi Phia Luông và thắng cảnh hang Ngườm Mạ.

## Lịch sử
Địa bàn thị trấn Trùng Khánh hiện nay trước đây là thị trấn Trùng Khánh và xã Đình Minh thuộc huyện Trùng Khánh.
Thị trấn Trùng Khánh được thành lập vào năm 1958 trên cơ sở tách phố Trùng Khánh thuộc xã Lăng Hiếu.
Ngày 9 tháng 9 năm 2019, Hội đồng Nhân dân tỉnh Cao Bằng ban hành Nghị quyết số 27/NQ-HĐND về việc sáp nhập một số xóm, tổ dân phố thuộc thị trấn Trùng Khánh và xã Đình Minh.
Đến năm 2019, thị trấn Trùng Khánh có diện tích 4,51 km², dân số là 5.397 người, mật độ dân số đạt 1.197 người/km², có 8 tổ dân phố được đánh số từ 1 đến 8. Xã Đình Minh có diện tích 9,30 km², dân số là 1.446 người, mật độ dân số đạt 155 người/km², có 3 xóm: Bó Đa, Bản Chang, Bản Đà.
Ngày 10 tháng 1 năm 2020, Ủy ban Thường vụ Quốc hội ban hành Nghị quyết số 864/NQ-UBTVQH14 về việc sắp xếp các đơn vị hành chính cấp huyện, cấp xã thuộc tỉnh Cao Bằng (nghị quyết có hiệu lực từ ngày 1 tháng 2 năm 2020). Theo đó, sáp nhập toàn bộ diện tích và dân số xã Đình Minh vào thị trấn Trùng Khánh.

## Hành chính
Thị trấn Trùng Khánh được chia thành 8 tổ dân phố: 1, 2, 3, 4, 5, 6, 7, 8 và 3 xóm: Bó Đa, Bản Chang, Bản Đà.